# Senses Working Overtime
Senses Working Overtime è un brano musicale scritto da Andy Partridge, pubblicato come singolo con il suo gruppo XTC nel 1982 ed estratto dall'album English Settlement.

## Tracce
1. Senses Working Overtime
2. Blame the Weather
3. Tissue Tigers (The Arguers)

## Versione di Mandy Moore
La cantante Mandy Moore ha inciso il brano come cover, pubblicandolo nel 2004 quale singolo estratto dall'album Coverage.